# Доказ ірраціональності числа пі
У 1760-х роках Йоганн Генріх Ламберт першим довів, що число π є ірраціональним, тобто його не можна виразити дробом {\displaystyle a/b}, де {\displaystyle a} і {\displaystyle b} обидва є цілими числами. У 19 столітті Шарль Ерміт знайшов доведення, яке не вимагає жодних попередніх знань, окрім базових обчислень. Три спрощення доведення Ерміта належать Мері Картрайт, Івану Нівену та Ніколя Бурбакі. Інше доведення, яке є спрощенням доведення Ламберта, належить Міклошу Лачковічу. Багато з них є доведеннями від супротивного.
У 1882 році Фердинанд фон Ліндеман довів, що π не тільки ірраціональне, але й трансцендентне.

## Доведення Ламберта

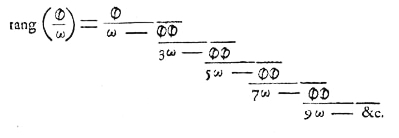
Скан формули на сторінці 288 Ламберта «Mémoires sur quelques propriétés remarquables des quantités transcendantes, circulaires et logarithmiques», Mémoires de l'Académie royale des sciences de Berlin (1768), 265–322

У 1761 році Ламберт довів те, що π є ірраціональним, спочатку показавши те, що цей розклад у ланцюговий дріб виконується:
{\displaystyle \tan(x)={\cfrac {x}{1-{\cfrac {x^{2}}{3-{\cfrac {x^{2}}{5-{\cfrac {x^{2}}{7-{}\ddots }}}}}}}}.}
Тоді Ламберт довів, що якщо x ненульове і раціональне, то цей вираз має бути ірраціональним. Оскільки tan(π/4) = 1, випливає, що π/4 є ірраціональним, а отже, π також ірраціональним. Нижче наведено спрощення доведення Ламберта.

## Доведення Ерміта
У цьому доведенні, написаному в 1873 році, використовується характеристика π як найменшого додатного числа, в якого половина є нулем функції косинуса, і, фактично доводиться, що π2 є ірраціональним. Як і в багатьох доведеннях ірраціональності, це доведення від супротивного.
Розглянемо такі послідовності функцій An і Un з {\displaystyle \mathbb {R} } до {\displaystyle \mathbb {R} } для {\displaystyle n\in \mathbb {N} _{0}} визначеного як:
{\displaystyle {\begin{aligned}A_{0}(x)&=\sin(x),&&A_{n+1}(x)=\int _{0}^{x}yA_{n}(y)\,dy\\[4pt]U_{0}(x)&={\frac {\sin(x)}{x}},&&U_{n+1}(x)=-{\frac {U_{n}'(x)}{x}}\end{aligned}}}
За допомогою індукції ми можемо це довести
{\displaystyle {\begin{aligned}A_{n}(x)&={\frac {x^{2n+1}}{(2n+1)!!}}-{\frac {x^{2n+3}}{2\times (2n+3)!!}}+{\frac {x^{2n+5}}{2\times 4\times (2n+5)!!}}\mp \cdots \\[4pt]U_{n}(x)&={\frac {1}{(2n+1)!!}}-{\frac {x^{2}}{2\times (2n+3)!!}}+{\frac {x^{4}}{2\times 4\times (2n+5)!!}}\mp \cdots \end{aligned}}}
і тому маємо:
{\displaystyle U_{n}(x)={\frac {A_{n}(x)}{x^{2n+1}}}.\,}
Таким чином
{\displaystyle {\begin{aligned}{\frac {A_{n+1}(x)}{x^{2n+3}}}&=U_{n+1}(x)=-{\frac {U_{n}'(x)}{x}}=-{\frac {1}{x}}{\frac {\mathrm {d} }{\mathrm {d} x}}\left({\frac {A_{n}(x)}{x^{2n+1}}}\right)\\[6pt]&=-{\frac {1}{x}}\left({\frac {A_{n}'(x)\cdot x^{2n+1}-(2n+1)x^{2n}A_{n}(x)}{x^{2(2n+1)}}}\right)={\frac {(2n+1)A_{n}(x)-xA_{n}'(x)}{x^{2n+3}}}\end{aligned}}}
що еквівалентно до
{\displaystyle A_{n+1}(x)=(2n+1)A_{n}(x)-x^{2}A_{n-1}(x).\,}
Використовуючи визначення послідовності та використовуючи індукцію, ми можемо показати, що
{\displaystyle A_{n}(x)=P_{n}(x^{2})\sin(x)+xQ_{n}(x^{2})\cos(x),\,}
де Pn і Qn — поліноміальні функції з цілими коефіцієнтами, а ступінь Pn менший або дорівнює ⌊n /2⌋. Зокрема, An(π/2) = Pn(π2/4).
Ерміт також дав замкнутий вираз для функції An, а саме:
{\displaystyle A_{n}(x)={\frac {x^{2n+1}}{2^{n}n!}}\int _{0}^{1}(1-z^{2})^{n}\cos(xz)\,\mathrm {d} z.\,}
Він не обґрунтував це твердження, але його можна легко довести. Перш за все, це твердження еквівалентно
{\displaystyle {\frac {1}{2^{n}n!}}\int _{0}^{1}(1-z^{2})^{n}\cos(xz)\,\mathrm {d} z={\frac {A_{n}(x)}{x^{2n+1}}}=U_{n}(x).}
Виходячи з індукції, беручи n = 0:
{\displaystyle \int _{0}^{1}\cos(xz)\,\mathrm {d} z={\frac {\sin(x)}{x}}=U_{0}(x),}
а для індуктивного кроку розглянемо будь-який {\displaystyle n\in \mathbb {N} }. Якщо
{\displaystyle {\frac {1}{2^{n}n!}}\int _{0}^{1}(1-z^{2})^{n}\cos(xz)\,\mathrm {d} z=U_{n}(x),}
тоді, використовуючи інтегрування частинами та правило Лейбніца, отримуємо таке:
{\displaystyle {\begin{aligned}{\frac {1}{2^{n+1}(n+1)!}}&\int _{0}^{1}(1-z^{2})^{n+1}\cos(xz)\,\mathrm {d} z\\&={\frac {1}{2^{n+1}(n+1)!}}\left(\overbrace {\left.(1-z^{2})^{n+1}{\frac {\sin(xz)}{x}}\right|_{z=0}^{z=1}} ^{=0}+\int _{0}^{1}2(n+1)(1-z^{2})^{n}z{\frac {\sin(xz)}{x}}\,\mathrm {d} z\right)\\[8pt]&={\frac {1}{x}}\cdot {\frac {1}{2^{n}n!}}\int _{0}^{1}(1-z^{2})^{n}z\sin(xz)\,\mathrm {d} z\\[8pt]&=-{\frac {1}{x}}\cdot {\frac {\mathrm {d} }{\mathrm {d} x}}\left({\frac {1}{2^{n}n!}}\int _{0}^{1}(1-z^{2})^{n}\cos(xz)\,\mathrm {d} z\right)\\[8pt]&=-{\frac {U_{n}'(x)}{x}}\\[4pt]&=U_{n+1}(x).\end{aligned}}}
Якщо π2/4 = p/q, де p і q в {\displaystyle \mathbb {N} }, то, оскільки коефіцієнти Pn є цілими числами, а його ступінь менший або дорівнює ⌊n /2⌋, q⌊n/2⌋Pn(π2/4) є деяким цілим числом N. Іншими словами,
{\displaystyle N=q^{\left\lfloor {\frac {n}{2}}\right\rfloor }A_{n}\left({\frac {\pi }{2}}\right)=q^{\left\lfloor {\frac {n}{2}}\right\rfloor }{\frac {\left({\frac {p}{q}}\right)^{n+{\frac {1}{2}}}}{2^{n}n!}}\int _{0}^{1}(1-z^{2})^{n}\cos \left({\frac {\pi }{2}}z\right)\,\mathrm {d} z.}
Але це число очевидно більше 0. З іншого боку, межа цієї величини, коли n прямує до нескінченності, дорівнює нулю, отже, якщо n достатньо велике, N < 1. Тим самим досягається протиріччя.
Ерміт представив своє доведення не як самоціль, а як другорядну думку в рамках своїх пошуків доказу трансцендентності числа π. Він обговорював рекурентні відносини для мотивації та отримання зручного інтегрального представлення. Як тільки це інтегральне представлення отримано, існують різні способи представити стисле і самодостатнє доведення, починаючи з інтеграла (як у презентаціях Картрайта, Бурбакі чи Нівена), що Ерміт міг легко побачити (як він зробив у своєму доказі трансцендентності e).
Крім того, доведення Ерміта ближче до доведення Ламберта, ніж здається. Насправді An(x) є «залишком» неперервного дробу Ламберта для tan(x).

## Доведення Картрайта
Гарольд Джеффріс писав, що це доведення на іспиті в Кембриджському університеті в 1945 році навела Мері Картрайт, але вона не виявила його походження. Це все ще залишається на 4-му проблемному аркуші сьогодні для курсу Analysis IA в Кембриджському університеті.
Розглянемо інтеграли
{\displaystyle I_{n}(x)=\int _{-1}^{1}(1-z^{2})^{n}\cos(xz)\,dz,}
де n – ціле невід’ємне число.
Два інтегрування частинами дають таке рекурентне співвідношення:
{\displaystyle x^{2}I_{n}(x)=2n(2n-1)I_{n-1}(x)-4n(n-1)I_{n-2}(x).\qquad (n\geq 2)}
{\displaystyle J_{n}(x)=x^{2n+1}I_{n}(x),}
тоді це стає
{\displaystyle J_{n}(x)=2n(2n-1)J_{n-1}(x)-4n(n-1)x^{2}J_{n-2}(x).}
Крім того, J0(x) = 2sin(x) і J1(x) = −4х cos(x) + 4sin(x). Отже, для всіх n ∈ Z+,
{\displaystyle J_{n}(x)=x^{2n+1}I_{n}(x)=n!{\bigl (}P_{n}(x)\sin(x)+Q_{n}(x)\cos(x){\bigr )},}
де Pn(x) і Qn(x) — поліноми ступеня ≤ n, і з цілими коефіцієнтами (залежно від n).
Візьмемо х = π/2, і припустимо, якщо можливо, що π/2 = a/b, де a і b — натуральні числа (тобто припустимо, що π раціональне). Потім
{\displaystyle {\frac {a^{2n+1}}{n!}}I_{n}\left({\frac {\pi }{2}}\right)=P_{n}\left({\frac {\pi }{2}}\right)b^{2n+1}.}
Права — частина ціле число. Але 0 < In(π/2) < 2, оскільки інтервал [−1, 1] має довжину 2, і функція, яка інтегрується, приймає лише значення між 0 і 1. З іншого боку,
{\displaystyle {\frac {a^{2n+1}}{n!}}\to 0\quad {\text{ as }}n\to \infty .}
Отже, для достатньо великих n
{\displaystyle 0<{\frac {a^{2n+1}I_{n}\left({\frac {\pi }{2}}\right)}{n!}}<1,}
тобто ми можемо знайти ціле число на проміжку від 0 до 1. Це протиріччя, яке випливає з того припущення, що π є раціональним.
Це доведення подібний до доведення Ерміта. Дійсно,
{\displaystyle {\begin{aligned}J_{n}(x)&=x^{2n+1}\int _{-1}^{1}(1-z^{2})^{n}\cos(xz)\,dz\\[5pt]&=2x^{2n+1}\int _{0}^{1}(1-z^{2})^{n}\cos(xz)\,dz\\[5pt]&=2^{n+1}n!A_{n}(x).\end{aligned}}}
Однак це явно простіше. Це досягається тим, що опускається індуктивне визначення функцій An і береться за відправну точку їх вираз у інтегральному вигляді.

## Доведення Нівена
У цьому доведенні використовується характеристика π як найменшого позитивного нуля функції синуса.
Припустімо, що π раціональне число, тобто π = a /b для деяких цілих чисел a і b ≠ 0, які без втрати загальності, можна розглядати як додатні. Дано будь-яке натуральне число n, ми визначаємо поліноміальну функцію:
{\displaystyle f(x)={\frac {x^{n}(a-bx)^{n}}{n!}}}
і для кожного x ∈ ℝ нехай
{\displaystyle F(x)=f(x)-f''(x)+f^{(4)}(x)+\cdots +(-1)^{n}f^{(2n)}(x).}
Твердження 1: Сума F(0) + F(π) є цілим числом.
Доведення: Розкладаючи f як суму одночленів, коефіцієнт при xk є числом виду ck /n! де ck — ціле число, яке дорівнює 0, якщо k < n. Тому f (k)(0) дорівнює 0, коли k < n і дорівнює (k! /n!) ck якщо n ≤ k ≤ 2n. У кожному випадку f (k)(0) є цілим числом, тому F (0) є цілим числом.
З іншого боку, f(π – x) = f (x), отже (–1)kf (k)(π – x) = f (k)(x) для кожного невід’ємного цілого числа k. Зокрема, (–1)kf (k)(π) = f (k)(0). Тому f (k)(π) також є цілим числом, тому F (π) є цілим числом (фактично, легко побачити, що F(π) = F(0), але це не має відношення до доказу). Оскільки F(0) і F(π) є цілими числами, їхня сума також є цілими.
Твердження 2:
{\displaystyle \int _{0}^{\pi }f(x)\sin(x)\,dx=F(0)+F(\pi )}
Доведення: Оскільки f (2n + 2) є нульовим многочленом, ми маємо
{\displaystyle F''+F=f.}
Похідні функції синуса та косинуса подаються через sin' = cos і cos' = −sin. Звідси випливає правило добутку
{\displaystyle (F'\cdot \sin -F\cdot \cos )'=f\cdot \sin }
За основною теоремою числення:
{\displaystyle \left.\int _{0}^{\pi }f(x)\sin(x)\,dx={\bigl (}F'(x)\sin x-F(x)\cos x{\bigr )}\right|_{0}^{\pi }.}
Оскільки sin 0 = sin π = 0 і cos 0 = – cos π = 1 (тут ми використовуємо згадану вище характеристику π як нуля функції синуса), випливає з твердження 2.
Висновок: Оскільки f(x) > 0 і sin x > 0 для 0 < x < π (оскільки π є найменшим додатним нулем функції синус), твердження 1 і твердження 2 показують, що сума F(0) + F(π) є натуральним числом. Оскільки 0 ≤ x(a – bx) ≤ πa і 0 ≤ sin x ≤ 1 для 0 ≤ x ≤ π, ми отримаєм, згідно з початковим визначенням f,
{\displaystyle \int _{0}^{\pi }f(x)\sin(x)\,dx\leq \pi {\frac {(\pi a)^{n}}{n!}}}
який менший за 1 для великого n, отже F(0) + F(π) < 1 для цих n, згідно з твердженням 2. Це неможливо для натурального числа F(0) + F(π). Це показує, що початкове припущення про раціональність π призводить до протиріччя, яке завершує дане доведення.
Наведене вище доведення є відшліфованою версією, яка зберігається максимально простою щодо передумов аналізу формули
{\displaystyle \int _{0}^{\pi }f(x)\sin(x)\,dx=\sum _{j=0}^{n}(-1)^{j}\left(f^{(2j)}(\pi )+f^{(2j)}(0)\right)+(-1)^{n+1}\int _{0}^{\pi }f^{(2n+2)}(x)\sin(x)\,dx,}
яка отримана 2n + 2 інтегруваннями частинами. Твердження 2 по суті встановлює цю формулу, де використання F приховує повторне інтегрування частинами. Останній інтеграл дорівнює нулю, оскільки f (2n + 2) є нульовим поліномом. Твердження 1 показує, що решта суми є цілим числом.
Доведення Нівена ближчий до доведення Картрайта (і, отже, Ерміта), ніж здається на перший погляд. Насправді,
{\displaystyle {\begin{aligned}J_{n}(x)&=x^{2n+1}\int _{-1}^{1}(1-z^{2})^{n}\cos(xz)\,dz\\&=\int _{-1}^{1}\left(x^{2}-(xz)^{2}\right)^{n}x\cos(xz)\,dz.\end{aligned}}}
Отже, заміна xz = y перетворює цей інтеграл на
{\displaystyle \int _{-x}^{x}(x^{2}-y^{2})^{n}\cos(y)\,dy.}
Зокрема,
{\displaystyle {\begin{aligned}J_{n}\left({\frac {\pi }{2}}\right)&=\int _{-\pi /2}^{\pi /2}\left({\frac {\pi ^{2}}{4}}-y^{2}\right)^{n}\cos(y)\,dy\\[5pt]&=\int _{0}^{\pi }\left({\frac {\pi ^{2}}{4}}-\left(y-{\frac {\pi }{2}}\right)^{2}\right)^{n}\cos \left(y-{\frac {\pi }{2}}\right)\,dy\\[5pt]&=\int _{0}^{\pi }y^{n}(\pi -y)^{n}\sin(y)\,dy\\[5pt]&={\frac {n!}{b^{n}}}\int _{0}^{\pi }f(x)\sin(x)\,dx.\end{aligned}}}
Инший зв'язок між доведеннями полягає в тому, що Ерміт уже згадує, що якщо f є поліноміальною функцією і
{\displaystyle F=f-f^{(2)}+f^{(4)}\mp \cdots ,}
потім
{\displaystyle \int f(x)\sin(x)\,dx=F'(x)\sin(x)-F(x)\cos(x)+C,}
з чого випливає, що
{\displaystyle \int _{0}^{\pi }f(x)\sin(x)\,dx=F(\pi )+F(0).}

## Доведення Бурбакі
Доведення Бурбакі описано як вправа в його трактаті про обчислення. Для кожного натурального числа b і кожного невід’ємного цілого числа n визначено
{\displaystyle A_{n}(b)=b^{n}\int _{0}^{\pi }{\frac {x^{n}(\pi -x)^{n}}{n!}}\sin(x)\,dx.}
Оскільки An(b) є інтегралом функції, визначеної на [0, π ], яка набуває значення 0 на 0 і на π і яке більше 0 інакше An(b) > 0. Крім того, для кожного натурального числа b, An(b) < 1, якщо n достатньо велике, оскільки
{\displaystyle x(\pi -x)\leq \left({\frac {\pi }{2}}\right)^{2}}
і таким чином
{\displaystyle A_{n}(b)\leq \pi b^{n}{\frac {1}{n!}}\left({\frac {\pi }{2}}\right)^{2n}=\pi {\frac {(b\pi ^{2}/4)^{n}}{n!}}.}
З іншого боку, повторне інтегрування частинами дозволяє нам зробити такий висновок, що, якщо a і b є натуральними числами і такими, щоб π = a/b і f — поліноміальна функція від [0, π ] до R, визначена за допомогою
{\displaystyle f(x)={\frac {x^{n}(a-bx)^{n}}{n!}},}
потім:
{\displaystyle {\begin{aligned}A_{n}(b)&=\int _{0}^{\pi }f(x)\sin(x)\,dx\\[5pt]&={\Big [}-f(x)\cos(x){\Big ]}_{x=0}^{x=\pi }-{\Big [}-f'(x)\sin(x){\Big ]}_{x=0}^{x=\pi }+\cdots \pm {\Big [}f^{(2n)}(x)\cos(x){\Big ]}_{x=0}^{x=\pi }\pm \int _{0}^{\pi }f^{(2n+1)}(x)\cos(x)\,dx.\end{aligned}}}
Останній інтеграл дорівнює 0, оскільки f (2n + 1) є нульовою функцією (оскільки f є поліноміальною функцією ступеня 2n). Оскільки кожна функція f (k) (з 0 ≤ k ≤ 2n) приймає цілі значення на 0 і на π, і оскільки те ж саме відбувається з функціями синусa і косинусa, це доводить, що An(b) є цілим числом. Оскільки це також більше ніж 0, це має бути натуральне число. Але було також доведено, що An(b) < 1, якщо n достатньо велике, таким чином досягаючи протиріччя.
Це доведення досить близьке до доведення Нівена, головна відмінність між ними полягає в способі доведення того, що числа An(b) є цілими.

## Доведення Лачковича
Доведення Міклоша Лачковича є спрощенням оригінального доведення Ламберта. Він розглядає функції
{\displaystyle f_{k}(x)=1-{\frac {x^{2}}{k}}+{\frac {x^{4}}{2!k(k+1)}}-{\frac {x^{6}}{3!k(k+1)(k+2)}}+\cdots \quad (k\notin \{0,-1,-2,\ldots \}).}
Ці функції чітко визначені для всіх x ∈ R. Окрім того
{\displaystyle f_{\frac {1}{2}}(x)=\cos(2x),}
{\displaystyle f_{\frac {3}{2}}(x)={\frac {\sin(2x)}{2x}}.}
Твердження 1. Справедливо наступне рекурентне співвідношення:
{\displaystyle \forall x\in \mathbb {R} :\qquad {\frac {x^{2}}{k(k+1)}}f_{k+2}(x)=f_{k+1}(x)-f_{k}(x).}
Доведення: це можна довести, порівнявши коефіцієнти степенів x.
Твердження 2: Для кожного x ∈ R, {\displaystyle \lim _{k\to +\infty }f_{k}(x)=1.}
Доведення: Справді, послідовність x2n/n ! обмежена (оскільки вона збігається до 0), і якщо C є верхньою межею, і якщо k > 1, тоді
{\displaystyle \left|f_{k}(x)-1\right|\leqslant \sum _{n=1}^{\infty }{\frac {C}{k^{n}}}=C{\frac {1/k}{1-1/k}}={\frac {C}{k-1}}.}
Твердження 3: Якщо x ≠ 0 і якщо x2 раціональне число, то
{\displaystyle \forall k\in \mathbb {Q} \smallsetminus \{0,-1,-2,\ldots \}:\qquad f_{k}(x)\neq 0\quad {\text{ and }}\quad {\frac {f_{k+1}(x)}{f_{k}(x)}}\notin \mathbb {Q} .}
Доведення: В іншому випадку, було б число y ≠ 0 і цілі числа a і b такі, що fk(x) = ay і fk + 1(х) = by. Щоб зрозуміти чому так, візьміть y = fk + 1(х), а = 0 і b = 1 якщо fk(x) = 0; інакше виберіть цілі числа a і b так, щоб fk + 1(x)/fk(x) = b/a і визначимо y = fk(x)/a = fk + 1(x)/b. У кожному випадку y не може дорівнювати 0, оскільки інакше з твердження 1 випливало б, що кожне fk + n(x)(n ∈ N) буде 0, що суперечило б твердженню 2. Тепер візьміть натуральне число c таке, що всі три числа bc/k, ck/x2 і c/x2 є цілими числами, і розглянемо послідовність
{\displaystyle g_{n}={\begin{cases}f_{k}(x)&n=0\\{\dfrac {c^{n}}{k(k+1)\cdots (k+n-1)}}f_{k+n}(x)&n\neq 0\end{cases}}}
Потім
{\displaystyle g_{0}=f_{k}(x)=ay\in \mathbb {Z} y\quad {\text{ and }}\quad g_{1}={\frac {c}{k}}f_{k+1}(x)={\frac {bc}{k}}y\in \mathbb {Z} y.}
З іншого боку, з твердження 1 випливає, що
{\displaystyle {\begin{aligned}g_{n+2}&={\frac {c^{n+2}}{x^{2}k(k+1)\cdots (k+n-1)}}\cdot {\frac {x^{2}}{(k+n)(k+n+1)}}f_{k+n+2}(x)\\[5pt]&={\frac {c^{n+2}}{x^{2}k(k+1)\cdots (k+n-1)}}f_{k+n+1}(x)-{\frac {c^{n+2}}{x^{2}k(k+1)\cdots (k+n-1)}}f_{k+n}(x)\\[5pt]&={\frac {c(k+n)}{x^{2}}}g_{n+1}-{\frac {c^{2}}{x^{2}}}g_{n}\\[5pt]&=\left({\frac {ck}{x^{2}}}+{\frac {c}{x^{2}}}n\right)g_{n+1}-{\frac {c^{2}}{x^{2}}}g_{n},\end{aligned}}}
що є лінійною комбінацією gn + 1 і gn з цілими коефіцієнтами. Отже, кожен gn є цілим числом, кратним y. Крім того, з твердження 2 випливає, що кожен gn більший ніж 0 (і тому gn ≥ |y|), якщо n достатньо велике і послідовність усіх gn збігається до 0. Але послідовність чисел більше або дорівнює |y| не може сходитися до 0.
Оскільки f1/2(π/4) = cos(π/2) = 0, то з твердження 3 випливає, що π2/16 ірраціональне, а отже, π ірраціональне.
З іншого боку, оскільки
{\displaystyle \tan x={\frac {\sin x}{\cos x}}=x{\frac {f_{3/2}(x/2)}{f_{1/2}(x/2)}},}
іншим наслідком твердження 3 є те, що якщо x ∈ Q \ {0}, потім tan x є ірраціональним числом.
Доведення Лачковича насправді стосується гіпергеометричної функції. Справді, fk(x) = 0F1(k; −x2) і Гаусс знайшов розкладання гіпергеометричної функції в неперервний дріб за допомогою її функціонального рівняння. Це дозволило Лачковичу знайти новий і простіший доказ того факту, що функція тангенса має розклад у неперервний дріб, який відкрив Ламберт.
Результат Лачковича також можна виразити у функціях Бесселя першого роду Jν(x). Справді, Γ(k)Jk − 1(2x) = xk − 1fk(x). Отже, результат Лачковича еквівалентний: Якщо x ≠ 0 і якщо x2 раціональне, то
{\displaystyle \forall k\in \mathbb {Q} \smallsetminus \{0,-1,-2,\ldots \}:\qquad {\frac {xJ_{k}(x)}{J_{k-1}(x)}}\notin \mathbb {Q} .}